# Paul Thomas (łyżwiarz figurowy)
Paul Thomas – brytyjski łyżwiarz figurowy, startujący w parach tanecznych z Pamelą Weight. Mistrz świata (1956), mistrz Europy (1956) oraz mistrz Wielkiej Brytanii (1956).

## Osiągnięcia

### Z Pamelą Weight
| Zawody                        | 1955           | 1956           |                |                |                |                |                |                |                |                |                |                |                |                |                |                |                |
| Międzynarodowe                | Międzynarodowe | Międzynarodowe | Międzynarodowe | Międzynarodowe | Międzynarodowe | Międzynarodowe | Międzynarodowe | Międzynarodowe | Międzynarodowe | Międzynarodowe | Międzynarodowe | Międzynarodowe | Międzynarodowe | Międzynarodowe | Międzynarodowe | Międzynarodowe | Międzynarodowe |
| ----------------------------- | -------------- | -------------- | -------------- | -------------- | -------------- | -------------- | -------------- | -------------- | -------------- | -------------- | -------------- | -------------- | -------------- | -------------- | -------------- | -------------- | -------------- |
| Mistrzostwa świata            | 2              | 1              |                |                |                |                |                |                |                |                |                |                |                |                |                |                |                |
| Mistrzostwa Europy            | 2              | 1              |                |                |                |                |                |                |                |                |                |                |                |                |                |                |                |
| Krajowe                       |                |                |                |                |                |                |                |                |                |                |                |                |                |                |                |                |                |
| Mistrzostwa Wielkiej Brytanii |                | 1              |                |                |                |                |                |                |                |                |                |                |                |                |                |                |                |

### Z Nestą Davies
| Mistrzostwa świata | 4 | 2 |
| Mistrzostwa Europy |   | 2 |